# Бабушкины сказки (картина)
«Ба́бушкины ска́зки» — картина русского художника Василия Максимова (1844—1911), оконченная в 1867 году. Принадлежит Государственной Третьяковской галерее (инв. 584). Размер полотна — 67 × 92 см (по другим данным — 68 × 92,6 см). На картине изображена большая крестьянская семья, собравшаяся зимним вечером в деревенской избе, освещённой светом лучины, — и взрослые, и дети с увлечением слушают сказку, которую рассказывает бабушка.
Максимов работал над полотном «Бабушкины сказки» в 1866—1867 годах, закончив его 27 ноября 1867 года. В конце 1867 года — начале 1868 года картина, под названием «Старушка, сказывающая сказки в зимний вечер», была представлена на выставке Общества поощрения художников, проходившей в Санкт-Петербурге. Произведение Максимова произвело хорошее впечатление и получило первую премию; художник Аполлинарий Горавский в декабре 1867 года писал, что «Рассказы бабушки» — это «то, что действительно заслуживает особого внимания» и пользуется «специальным авторитетом». Прямо с выставки полотно было приобретено у автора Павлом Третьяковым. В 1870 году за картины «Бабушкины сказки», «Мечта о будущем» (1868), «Сборы на гулянье» (1869) и «Старуха» (1869) Максимову было присвоено звание классного художника 1-й степени.
Искусствовед Александр Замошкин писал, что в картине «Бабушкины сказки» Максимов «создал, избегая всякой сентиментальности, глубоко жизненные образы», причём особенно задушевными получились у него образы крестьянских детей. Искусствовед Дмитрий Сарабьянов отмечал, что в этом произведении «впервые зазвучала та поэтическая нота», которая «будет особенно слышна» в более позднем максимовском полотне «Приход колдуна на крестьянскую свадьбу» (1875), при этом в «Бабушкиных сказках» «вся сцена в целом сосредоточивает внимание на мотиве традиционном, патриархальном и поэтому прекрасном».

## История

### Предшествующие события и работа над картиной
Василий Максимов происходил из крестьянской семьи — он был родом из деревни Лопино Новоладожского уезда Санкт-Петербургской губернии. Он рано потерял родителей — его отец, Максим Терентьевич, скончался, когда Василию было шесть лет, а мать, Анастасия Васильевна, умерла, когда ему было десять лет. Василий Максимов очень любил свою мать и на всю жизнь сохранил тёплые чувства к ней. Анастасия Васильевна была трудолюбивой, отзывчивой и рассудительной женщиной. Она также была прекрасной рассказчицей «сказок, былей и небылиц». Сохраняя в памяти мельчайшие подробности своих путешествий, она часто рассказывала о своих впечатлениях от поездок в Москву и Киев, а также в Соловецкий монастырь и другие места.

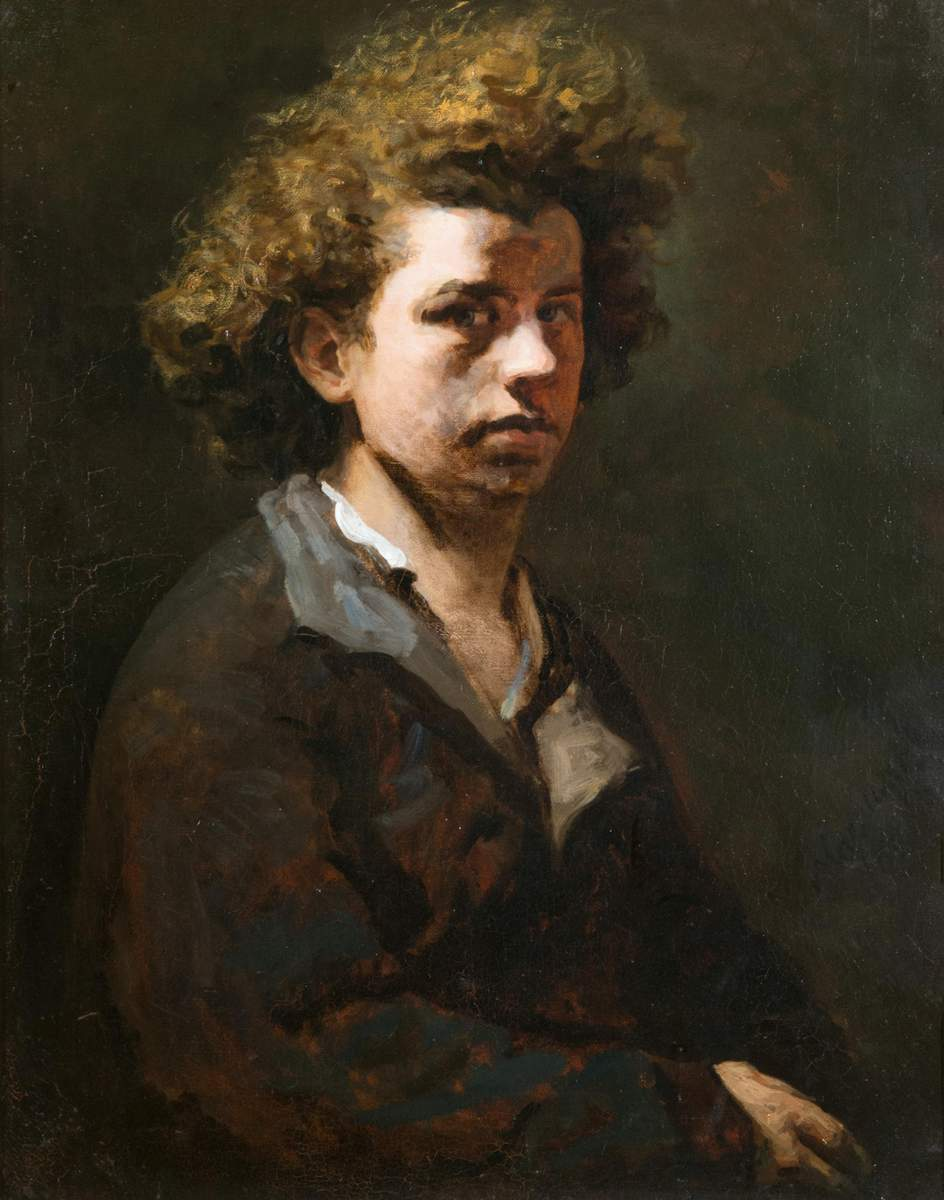
Василий Максимов. Автопортрет (1863, ГРМ)

С 1862 года Максимов учился в Академии художеств, сначала в качестве вольнослушателя, а затем, в 1863—1866 годах, в классе исторической живописи, где его наставниками были Фёдор Бруни, Тимофей Нефф, Алексей Марков и Пётр Шамшин. За время обучения в Академии Максимов получил три серебряные медали за этюды и рисунок с натуры, а в 1864 году был удостоен малой золотой медали за картину «Больное дитя» («Деревенская сцена»). Учившись в одно время с такими известными в будущем художниками, как Илья Репин, Василий Поленов и Константин Савицкий, Максимов (по свидетельству Репина) «шёл одним из первых в самом первом десятке». Отказавшись от участия в конкурсе за большую золотую медаль, в 1866 году он вышел из Академии с аттестатом классного художника 3-й степени.
В том же 1866 году художник переехал в деревню Шубино, расположенную в Корчевском уезде Тверской губернии, где работал учителем рисования в имении графов Голенищевых-Кутузовых. Во время пребывания в Шубине у художника зародились темы его будущих полотен «Бабушкины сказки», «Семейный раздел» и «Всё в прошлом». В частности, именно там был создан рисунок «Зимний вечер в деревне» (ныне в ГРМ), который считается «первоначальной мыслью» картины «Бабушкины сказки». Вернувшись в Санкт-Петербург, Максимов сообщил своему приятелю — художнику Арсению Шурыгину, вместе с которым он снимал комнату, — о том, что надолго в столице не задержится, а поедет «в деревню писать картину, которую нынче летом задумал». Он собирался работать над своей первой сложной композицией — «Бабушкиными сказками».

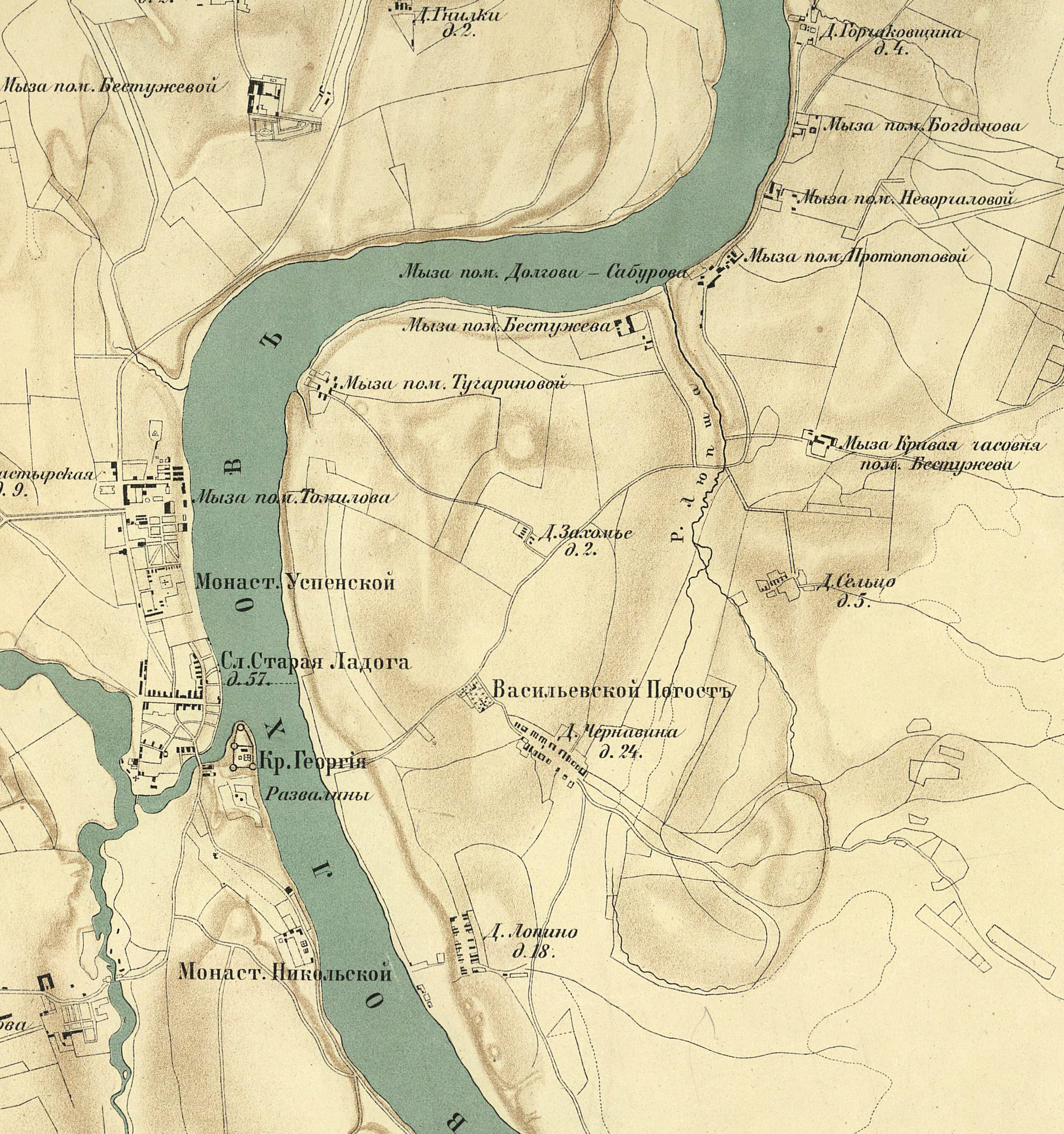
Карта окрестностей Старой Ладоги в первой половине XIX века: деревня Лопино находится на правом берегу Волхова (в нижней части карты); усадьба Любша также находилась на правом берегу, у впадения реки Любша (на карте — Люпша)

Потратив несколько дней на сборы, Максимов отправился в родную деревню Лопино, где поселился у старшего брата Алексея, который предоставил ему отдельную избу — небольшую, с низким потолком, но с большой русской печью. В своих воспоминаниях Максимов писал: «Я был рад решению пожить в деревне, на свободе, ознакомиться с крестьянской жизнью, — не сквозь чужие очки и не по детским воспоминаниям, а во всей полноте моей подготовленности и любви». По словам художника, весь сентябрь 1866 года он «компоновал „Рассказчицу сказок“, переворачивал так и этак первоначальный эскиз, сделанный в Шубине по воспоминаниям детства». Известно, что образ женщины, рассказывающей сказки, был навеян воспоминаниями художника о его матери Анастасии Васильевне. Впоследствии Максимов так описывал свою работу в этот период: «За какое бы дело ни взялся, не мог забыть главной моей задачи — выразить различные характеры детей, слушающих бабушку. Увлёкшись этой стороной работы, я полюбил мою картину. Казалось, осталось исполнить; особенно уверовал я в себя, когда написал эскиз масляными красками».
Тем не менее работа над картиной шла медленно. В декабре 1866 года к Максимову в Лопино приехал его друг — художник Арсений Шурыгин, который хотел посмотреть, как в деревне празднуют Рождество и Новый год. Шурыгин уговаривал Максимова поскорее начать работу над окончательной версией полотна «Рассказчица сказок». В своих воспоминаниях Василий Максимович писал: «Настойчивое требование Арсения, чтобы я скорее принимался за серьёзную работу, заставило меня сознаться в слабости воли, в том грехе, которым я не страдал по отношению к искусству». Пытаясь оправдаться, Максимов также приводил в качестве аргумента невозможность работать над сложной вещью в «крошечной келье» или в большой избе своего брата, в которой всегда находились члены его семьи, а часто и посторонние люди. Эти объяснения не удовлетворили Шурыгина, который догадался об истинной причине задержки — сердечном увлечении своего друга.

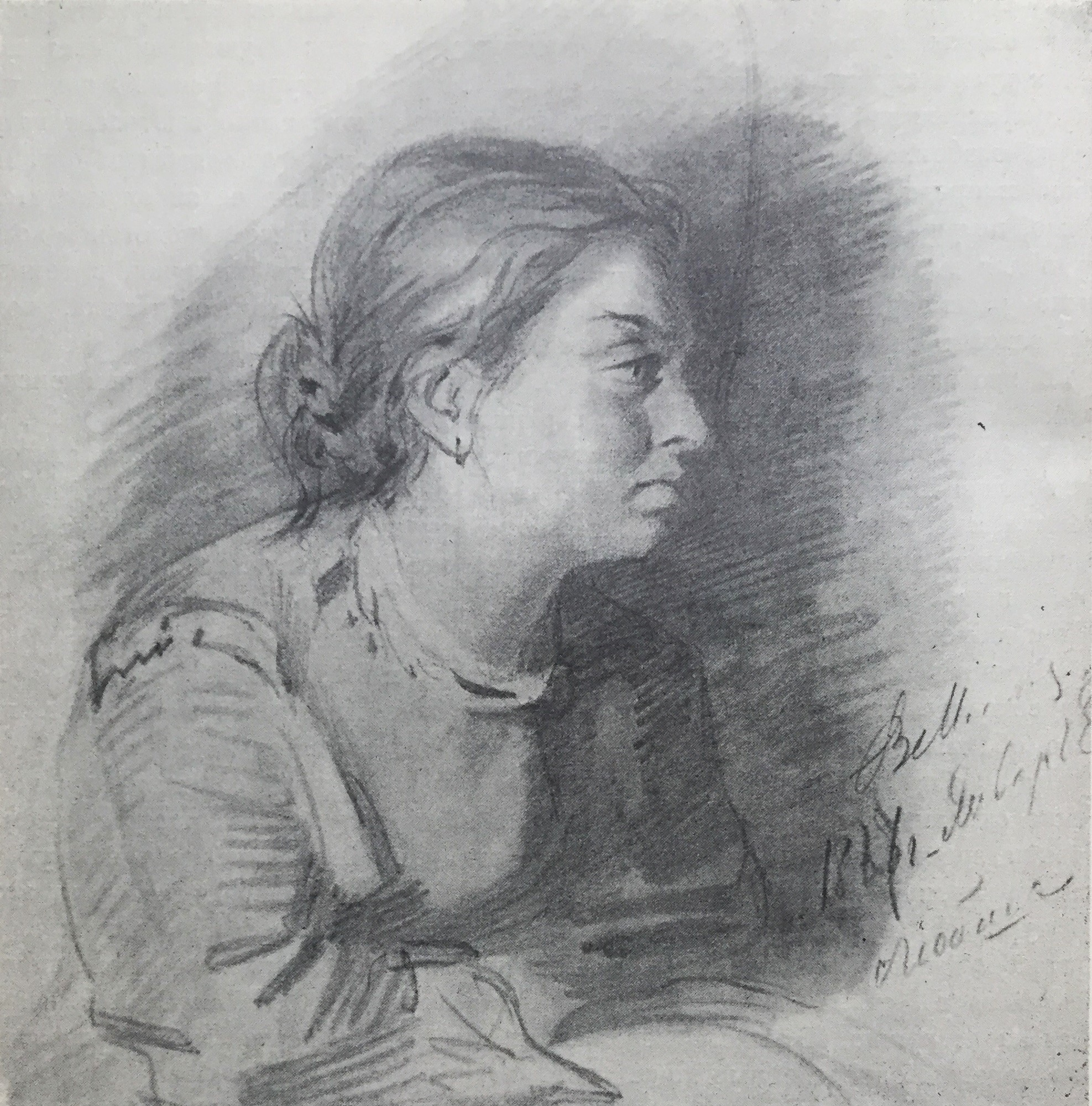
Василий Максимов. Портрет Лидии Александровны Измайловой, будущей жены художника (1867)

Примерно за месяц до приезда Шурыгина, 21 ноября 1866 года, Максимов познакомился с будущей женой — Лидией Александровной, дочерью статского советника (впоследствии действительного статского советника) Александра Александровича Измайлова и его жены Надежды Константиновны, которой принадлежала небольшая усадьба Любша, расположенная недалеко от Лопина. Максимов, по его воспоминаниям о Лидии Александровне, «полюбил эту дивную девушку, полюбил страстно, свято…». Художник посвятил её в свою работу над «Бабушкиными сказками», впоследствии он писал: «Лидию Александровну очень занимала моя работа, она так привыкла ко мне, что незаметно мы начали мечтать об удачно выполненной картине…». Возможно, один из образов — молодая женщина, кормящая грудью ребёнка, — был навеян Лидией Александровной. Сохранился рисунок Максимова с её изображением, датированный 18 января 1867 года. С начала 1867 года в распоряжении художника была новая мастерская, находившаяся поблизости от Любши, — «изба крестьянская, самая типичная, ладожская, просторная[,] с печкой и лежанкой, сени огромные и двор». В поисках дома для мастерской и в переговорах о его съёме (окончательная цена составила три рубля в месяц) большое содействие Максимову оказала его будущая тёща Надежда Константиновна Измайлова.
С начала 1867 года Максимов возобновил активную работу над «Бабушкиными сказками». Ещё находясь в Лопине, он «нарисовал соусом „Рассказчицу“ по эскизу с изменениями в композиции». Затем по приглашению Измайловых он переехал в Любшу, так как оттуда ему было ближе ходить в его холодную мастерскую для обмера внутренностей избы, которые он использовал при построении перспективы. Работа над картиной «Бабушкины сказки» заняла около года — она была закончена 27 ноября 1867 года.

### Выставка ОПХ, покупка картины и последующие события
В конце 1867 года — начале 1868 года картина «Бабушкины сказки», под названием «Старушка, сказывающая сказки в зимний вечер», была представлена на постоянной выставке Общества поощрения художников (ОПХ), проходившей в Санкт-Петербурге. Коллекционер и меценат Павел Третьяков, находившийся в Москве, с большим интересом следил за картинами, экспонировавшимися на выставке. О новых поступлениях его информировал художник Аполлинарий Горавский — в декабре 1867 года он писал Третьякову, что «Максимов вполне отличился своим произведением», и его полотно «Рассказы бабушки» — это «то, что действительно заслуживает особого внимания» и пользуется «специальным авторитетом». По совету Горавского Третьяков приобрёл картину «Бабушкины сказки», которая была оценена в 500 рублей (по другим данным, Третьяков заплатил за картину 300 рублей). Согласно каталогу Третьяковской галереи, покупка картины состоялась в 1867 году — это было первое произведение Максимова, приобретённое Третьяковым. Кроме того, в 1867 или 1868 году Общество поощрения художников выдало Максимову за «Бабушкины сказки» премию в размере 500 рублей — это была премия по жанровой живописи, учреждённая меценатом Павлом Строгановым. Деньги, полученные за картину, способствовали укреплению материального положения художника.

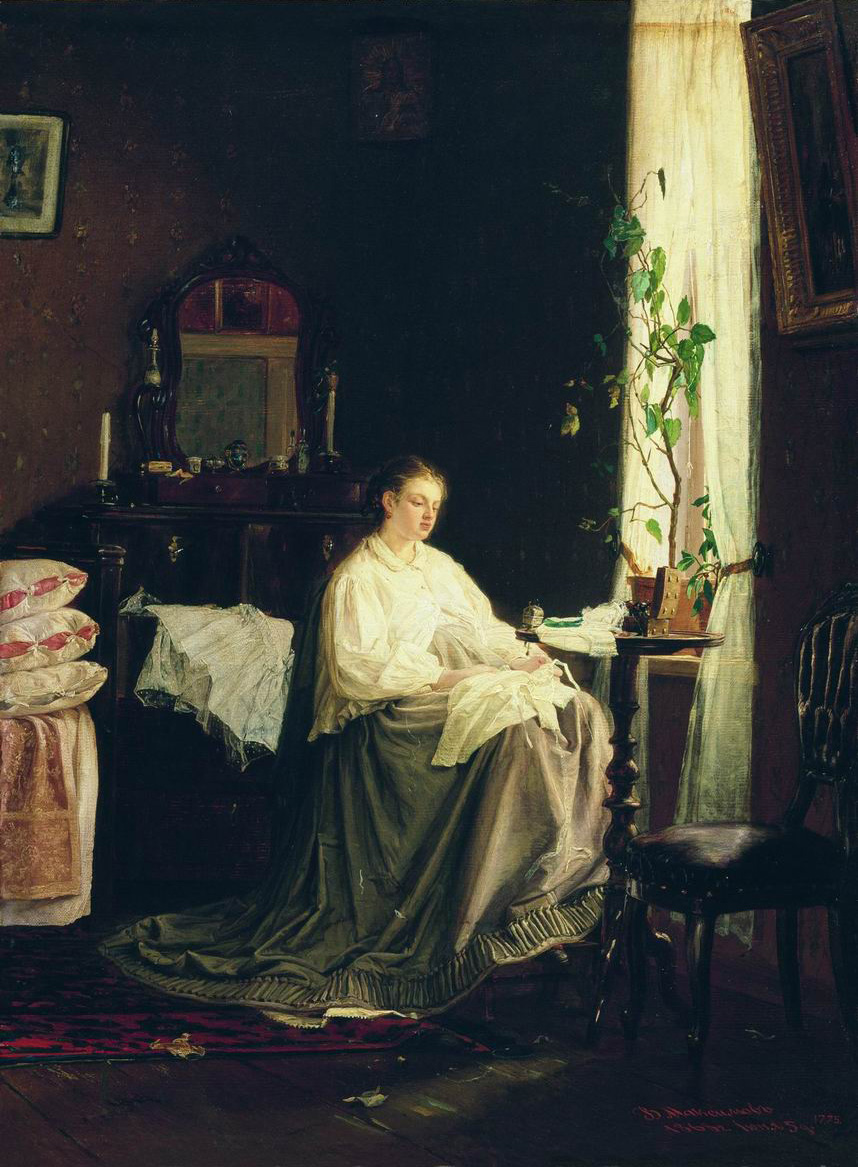
Василий Максимов. Мечта о будущем (1868, ГРМ)

Василий Максимович и Лидия Александровна обвенчались уже после окончания работы над полотном, 29 января 1868 года. Перед этим им пришлось долго уговаривать родителей Лидии Александровны дать разрешение на брак. Надежда Константиновна думала, что её дочь может найти себе мужа с более высоким социальным положением, и была шокирована тем, что она выходит замуж за сына крестьянина. Александр Александрович, при всём уважении к Василию Максимовичу, ссылался на то, что Лидия Александровна ещё очень молода, а также на то, что у неё нет приданого; по его мнению, такая женитьба свяжет по рукам и ногам начинающего художника. При этом Александр Александрович был страстным любителем искусства. При посещении выставки ОПХ он видел картину «Бабушкины сказки», которая ему очень понравилась, и был горд тем, что знаком с её автором. В конце концов разрешение на брак было получено. В том же году Максимов изобразил свою молодую жену на полотне «Мечта о будущем» (или «Мечты о будущем», 1868, ныне в ГРМ).
В 1870 году Василий Максимов, желая выставить картину «Бабушкины сказки» на выставке Академии художеств, обратился к Павлу Третьякову с просьбой выслать её из Москвы в Санкт-Петербург. В письме от 16 августа 1870 года Третьяков ответил: «Картину Вашу с удовольствием посылаю прямо в Правление Академии, по окончании же выставки покорнейше прошу как можно поторопиться, чтобы картина была хорошо упакована и отправлена в Москву ко мне». Картина была возвращена Третьякову 22 декабря. В том же 1870 году за картины «Бабушкины сказки», «Мечта о будущем», «Сборы на гулянье» (1869, ныне в ГМИ Казахстана) и «Старуха» (1869, ныне в ГТГ) Максимову было присвоено звание классного художника 1-й степени.
В 1983—1984 годах картина «Бабушкины сказки» экспонировалась на выставке «225 лет Академии художеств СССР», проходившей в Москве. В 1993 году полотно принимало участие в выставке «Передвижники в Третьяковской галерее», проходившей в японских городах Токио, Нара и Фукуока. В 2023 году картина «Бабушкины сказки» входила в число экспонатов выставок «Художник и сказка», проходивших в Нижегородском государственном художественном музее (Нижний Новгород, 21 июня — 13 августа 2023 года) и в Приморской государственной картинной галерее (Владивосток, 14 сентября — 3 декабря 2023 года).

## Сюжет, действующие лица и композиция
Сюжет картины «Бабушкины сказки» относительно прост: зимним вечером в деревенской избе, освещённой светом лучины, собралась большая крестьянская семья — и взрослые, и дети с увлечением слушают сказку, которую рассказывает бабушка. Действующие лица расположены полукругом. В центре находится фигура бабушки-рассказчицы, слева стоит старый крестьянин с седой бородой, а справа сидит молодая женщина, кормящая ребёнка. В левой части полотна, между стариком и бабушкой, находятся несколько детей. В правой части, между старушкой и кормящей женщиной, сидит погружённая в какую-то думу девушка. Свет лучины ярко освещает рассказчицу и собравшихся вокруг неё слушателей, но он угасает ближе к краям картины, так что фигуры, расположенные у левого края, — старик и едва различимый молодой крестьянин — остаются в полутьме, на стене за ними висят хомут с седёлкой и возовая верёвка. Хорошо освещён правый угол избы, в котором находятся большая печь и предметы крестьянского обихода — полка с посудой, детское одеяло, полушалок, связки сушёных грибов и жердь для зыбки.
Костюм бабушки-рассказчицы очень типичен — она одета в коричневатый платок и характерную ситцевую юбку из ткани, которая издавна использовалась в российских деревнях, а впоследствии стала неотъемлемой частью ассортимента ситцепечатных фабрик Российской империи. Горящая лучина и яркая юбка старухи, находящиеся в центре полотна, являются наиболее интенсивными цветовыми пятнами на картине. В то же время художник не решился «одеть» молодых крестьянок в повседневное платье, хотя и добавил в их облик конкретные штрихи.
Фрагменты картины «Бабушкины сказки»
В качестве типичной ладожской избы Максимов использовал свою мастерскую вблизи Любши, которую получил в своё распоряжение в начале 1867 года. Он не только зарисовал внутреннее пространство избы во всех деталях, но и досконально его обмерил — в одном из альбомов Максимова отмечены высота подоконников, ширина и высота окон и простенков и другие параметры. Там же показаны расположение, форма и размеры печи (включая «чело» — наружное отверстие в её передней части). Эти зарисовки и измерения помогли художнику правдиво изобразить перспективу будущей картины.
Для изображённых на картине персонажей Максимову позировали его брат Алексей, невестка (жена брата) Варвара, а также крестьянские дети, среди которых, вероятно, были племянники художника Вася, Ваня и Петя. В своих воспоминаниях Маргарита Ямщикова (псевдоним — Ал. Алтаев) сообщала, что для рассказчицы сказок позировала старушка Юдишна. Исследователи творчества Максимова предполагают, что образ молодой женщины, кормящей грудью ребёнка, мог быть навеян Лидией Александровной Измайловой, будущей женой художника. По мнению искусствоведа Алексея Леонова, «об этом говорят и сходство стройной её фигуры, красивых полных плеч[,] и общие черты лица». Именно в этот образ просил внести изменения Павел Третьяков, который, отправляя картину из Москвы в Санкт-Петербург для участия в выставке Академии художеств, в письме от 16 августа 1870 года писал Максимову: «Я бы советовал и просил Вас исправить руки у женской фигуры с ребёнком, которые весьма неправильны: левая, которая держит ребёнка, вся ужасно длинна, а правая в верхней части длинна, а в нижней коротка, мне кажется, что можно исправить, и времени до открытия выставки ещё много». Однако Максимов не стал ничего исправлять, подробно объяснив, почему он не стал этого делать. В письме к Третьякову от 12 декабря 1870 года художник писал, что «переделка рук потребовала бы укорачивания груди и поднятия ребёнка», после чего «торс оказался бы непропорционален с остальной частью тела». Таким образом, по мнению Максимова, подобные изменения привели бы к необходимости переписывать всю женскую фигуру, а на это он не мог решиться без предварительного согласования с Третьяковым. Кроме того, такая переделка потребовала бы снятия лака, а это, по словам художника, «дело рискованное — можно вместе с лаком снять верхний слой краски», которая «даёт картине общий тон».

## Этюды, эскизы и повторения

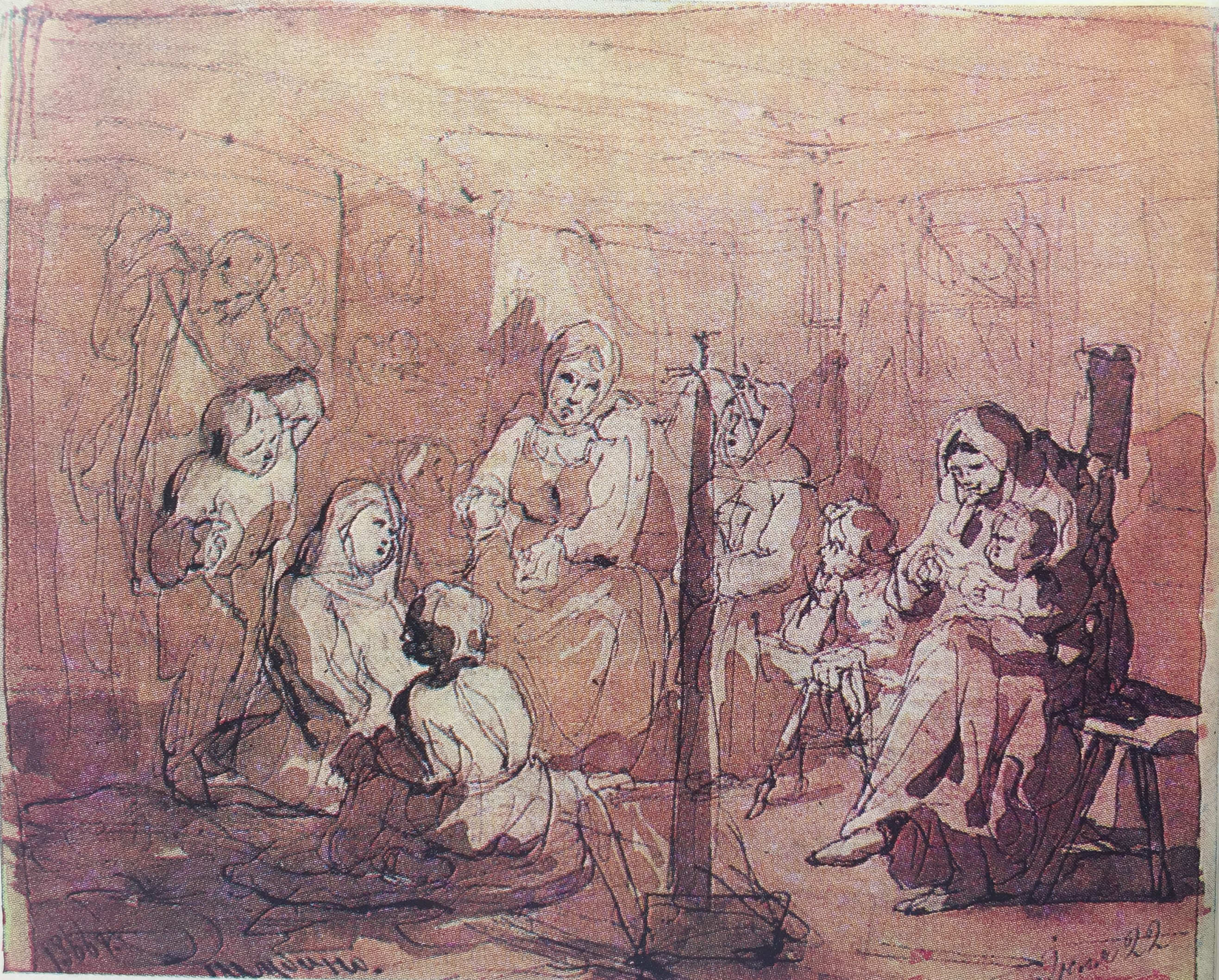
Зимний вечер в деревне (первоначальная мысль картины, 1866, ГРМ)

«Первоначальной мыслью» картины «Бабушкины сказки» считается рисунок «Зимний вечер в деревне» (бумага, перо, сепия, 16,5 × 21 см, ГРМ). Этот рисунок, датированный 22 июля 1866 года, был создан Максимовым в Шубине. Художник называл его «первоначальным эскизом», сделанным «по воспоминаниям детства».
Набросок к картине «Бабушкины сказки» (бумага, карандаш, 20,5 × 28 см, ГРМ), на котором изображены три крестьянки, датирован 3 декабря 1866 года — в это время художник уже находился в Лопине. В этом графическом этюде Максимов искал тип старушки — рассказчицы сказок.
Также известен рисунок «Старушка» (бумага, карандаш), который был опубликован в журнале «Артист» (№ 45 за 1895 год). Нынешнее местонахождение этого графического этюда неизвестно. По мнению искусствоведа Алексея Леонова, «несомненно, это превосходный натурный рисунок старушки, служившей моделью к картине». Набросок был датирован 30 января 1867 года, а затем «1867» было исправлено на «1869». Леонов считал дату «1869» явно ошибочной и датировал рисунок 1867 годом.
В собрании Государственного Русского музея также находится предварительный рисунок левой части картины (бумага, тушь, 43 × 23,1 см), датируемый 1867 годом. На этом рисунке изображены стоя́щие взрослые и группа слушающих детей. Вероятно, именно к нему относятся слова искусствоведа Алексея Сидорова: «к „Бабушкиным сказкам“ Максимов создаёт эскизы кистью, которые с первого же взгляда показывают, какое важное значение для него имела игра света и тени». Кроме того, в своих воспоминаниях Максимов упоминал написанный им «эскиз масляными красками», местонахождение которого неизвестно (по данным на 1951 год).
Графические этюды для картины «Бабушкины сказки»
В Третьяковской галерее также хранится уменьшенное авторское повторение картины «Бабушкины сказки», созданное в 1898 году (холст, масло, 27 × 35 см, инв. 6213). Ранее оно находилось в коллекции Исаджана Исаджанова, а в Третьяковскую галерею поступило в 1925 году из 5-го Пролетарского музея Рогожско-Симоновского района Москвы.

## Отзывы и критика
По словам искусствоведа Александра Замошкина, во время работы над картиной «Бабушкины сказки» Максимов прекрасно понимал, что «сказки, как и вся народная поэзия, несут в себе глубокое содержание народной жизни». По мнению Замошкина, в своём произведении художник «с большой любовью решил эту тему и создал, избегая всякой сентиментальности, глубоко жизненные образы», причём особенно задушевными получились у него образы крестьянских детей. Замошкин писал, что в картинах «Бабушкины сказки» (1867) и «Приход колдуна на крестьянскую свадьбу» (1875) видно стремление Максимова к эпической форме повествования, в то время как его более поздние произведения, такие как «Семейный раздел» (1876), «Больной муж» (1881) и другие, приобретают публицистический характер.

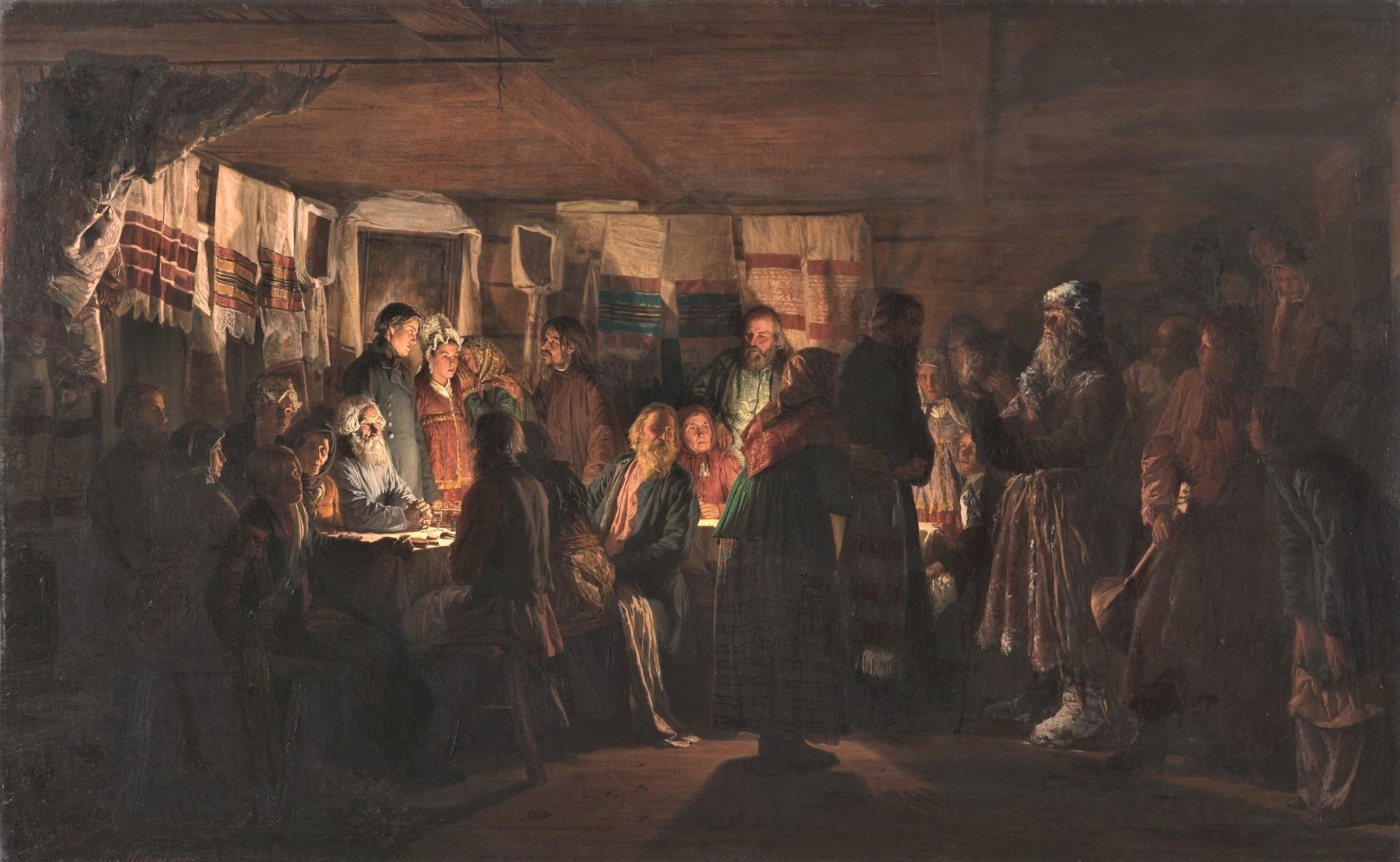
Василий Максимов. Приход колдуна на крестьянскую свадьбу (1875, ГТГ)

В монографии о творчестве Максимова искусствовед Алексей Леонов писал, что построение картины «Бабушкины сказки» «отличается большой продуманностью и выдаёт академическую школу, через которую прошёл мастер». По словам Леонова, каждая фигура в картине «строго обдумана и с точки зрения отношения фигуры ко всей группе, и ко всему пространству в целом, и с точки зрения выразительности её силуэта» — в результате такого «умелого композиционного построения» все персонажи выглядят правдиво и убедительно, а сама картина представляет собой «типичную деревенскую сцену». При этом, по мнению Леонова, лишь старуха-рассказчица и старик-крестьянин «представляют собой типичные, живые лица», в то время как остальные, включая кормящую грудью женщину и слушающих детей, «отличаются чертами некоторой идеализации». Леонов отмечал, что на выставке Общества поощрения художников, где было впервые представлено произведение Максимова, оно пользовалось заслуженным успехом «как вещь, правдиво передающая одну из привлекательных сцен деревенской жизни, тепло и задушевно обрисовывающая типы и характеры крестьян».
По мнению искусствоведа Дмитрия Сарабьянова, «предвестия» того успеха, который сопутствовал картинам Максимова в 1870-х годах, были заметны уже во второй половине 1860-х, и прежде всего в «Бабушкиных сказках». По словам Сарабьянова, в этом произведении «впервые зазвучала та поэтическая нота», которая «будет особенно слышна» в более позднем максимовском полотне «Приход колдуна на крестьянскую свадьбу» (1875). Сарабьянов писал, что в картине «Бабушкины сказки» «вся сцена в целом сосредоточивает внимание на мотиве традиционном, патриархальном и поэтому прекрасном».
Искусствовед Фрида Рогинская отмечала, что появившаяся в 1867 году картина «Бабушкины сказки» принесла Максимову первый успех. По её словам, «несмотря на незрелость этого полотна, оно содержит много новых, самобытных черт, которые получат развитие в последующем творчестве художника». Рогинская писала, что картина «Бабушкины сказки» даёт зрителю возможность почувствовать то духовно-эмоциональное воздействие, которое оказывают на души крестьян предания и легенды, созданные народной фантазией. Кроме того, по мнению Рогинской, Максимова «можно с полным правом назвать создателем крестьянского интерьера», причём это относится не только к «Бабушкиным сказкам», но и к ряду последующих картин из крестьянского цикла художника. В заслугу Максимову Рогинская ставит то, что он, в отличие от других работавших над крестьянской темой художников, «вводит своих персонажей внутрь избы, снимая с их плеч полушубки и зипуны».

## Комментарии
1. 1 2 3 4 5 6 7 8 9  Для датировки событий, происходивших в Российской империи, используется юлианский календарь («старый стиль»).
2. 1 2  В разных источниках появление картины «Бабушкины сказки» на выставке ОПХ датируется или декабрём 1867 года[9], или началом 1868 года[6][7].